# Akhisar
Akhisar je distrikt a město v provincii Manisa v egejském regionu západního Turecka. Akhisar je také starověké město Thyatiry (také známé jako Thyateira).
Archeologické nálezy dokazují osídlení tohoto území už do roku 3000 př. n. l. Ve starověku a středověku bylo město rušným obchodním centrem kvůli své strategické poloze na křižovatce důležitých cest. Jako starověké město Thyatira bylo také sídlem jedné ze Sedmi církví Asie zmíněné v novozákonní knize Zjevení. Město si během osmanského období zachovalo svůj význam regionálního obchodního centra.
Jméno Akhisar je mezinárodně spojováno s tabákem. Jeho úrodná země produkuje přibližně 10% celkové produkce tureckého tabáku. Dále je známá produkce oliv a olivového oleje.

## Historie

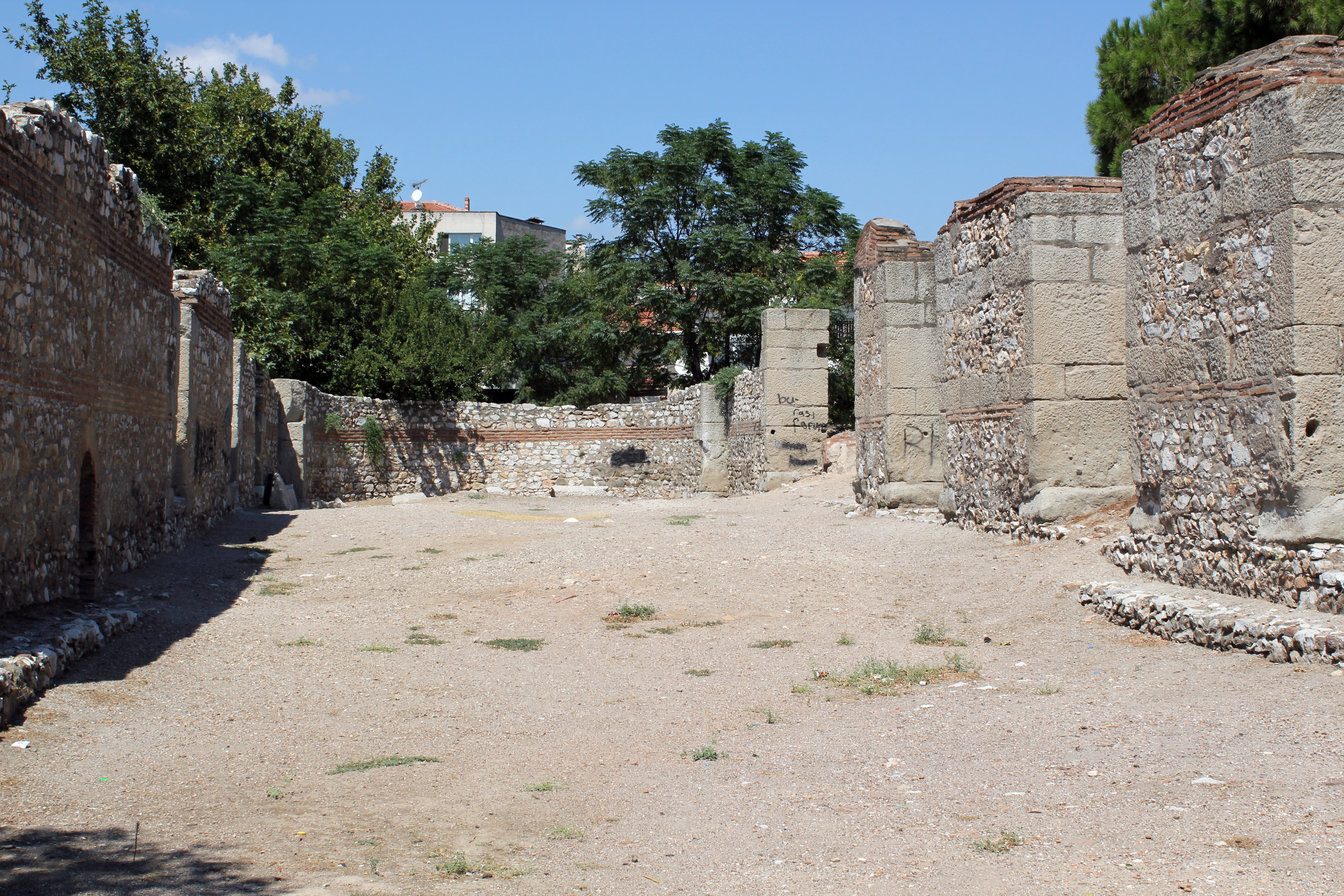
Ruiny thyatirského kostela

Město bylo nejdůležitějším střediskem starověké severní Lýdie. Archeologické nálezy naznačují možné osídlení Chetity. Kolem roku 500 př. n. l. proběhla perská okupace. Thyatira byla později dobyta Alexandrem Velikým. V pozdějších letech bylo toto starověké město obsazeno Seleukovskou říší, Attalovci z Pergamonu a Mithridatésem VI. Pontským a to až do římské éry, která začala roku 80 př. n. l.
Roku 214 n. l. římský císař Caracalla povýšil město na regionální a administrativní centrum s pravomocí rozhodování (conventus – soudní okrsek). Během římského období město vzkvétalo a stalo se velkou metropolí se třemi gymnasiony. Od 2. století se začalo šířit křesťanství v Anatolii. Thyatira je v Novém zákoně zmíněna dvakrát. Ve Skutcích apoštolů je zmíněn žena z Thyatiry, kterou apoštol Pavel obrátil k víře v Krista ve městě Filippi. Další zmínka se nachází v knize Zjevení kde je jmenováno jako sídlo jedné ze Sedmi církví Asie kde byla jedna žena označena za prorokyni a byla nazvána „Jezábel“ za to, že sváděla ke smilstvu a modlářství.
Po rozdělení římské říše roku 395 a nástupu islámu v 7. století přicházeli nájezdy Arabů, které vedly ke ztrátě území Byzantionu a oblast Thyatiry byla svědkem mnoha bitev mezi byzantskými a arabskými silami.
Ve 12. století došlo ke značnému přílivu tureckých kmenů. Thyatira se během dvou století houpala sem a tam mezi byzantskými a tureckými panovníky. Roku 1307 získal západní anatolské území a Thyatiru pod vládu Turků Saruhanský beylik. Ke konci 14. století se území Thyatiry stalo součástí rozšiřující se Osmanské říše. Pod osmanskou správou bylo město nejdříve okrsek (kaza) v sandžaku Saruhan (dnešní provincie Manisa) v rámci vilayetu (provincie) Kütahya. Saruhanský sandžak byl později začleněn do vilayetu Aydın a to až do konce Osmanské říše roku 1922.
V srpnu roku 1922 bylo v důsledku dobytí města tureckou armádou zabito odhadem 7 000 místních Řeků. Od té doby v Akhisaru neexistovala žádná křesťanská komunita.

## Průmysl a významnost
Ve starověku byla Thyatira důležitým centrem činnosti. Město se nacházelo na starověkých cestách z Konstantinopole do Pergamonu, Sard a Efezu. Stalo se středem mnoha malých měst a vesnic, které byly k němu administrativně a politicky vázány. Hlavní činností byl obchod s látkou a keramikou. Mezi další obchodní činnosti patřila výroba vlny, lnu, mosazného zboží a vyčiňování. Mezi další zemědělské zboží patřily olivy, olivový olej, vodní melouny, hrozny a rozinky.
Tato vysoká úroveň hospodářské činnosti povýšilo město na nejdůležitější okrsek v rámci sandžaku Saruhan. První osmanské záznamy o tomto městě pochází ze 16. století. Tyto záznamy ukazují, že Akhisar byl okresním centrem, které platilo o 40% vyšší daň z příjmu než sandžak Saruhan. Na konci 19. století městská populace dosáhla 30 000. Za období republiky se město značně vyvíjelo. Bylo zde postaveno mnoho moderních ulic, nový stadion, travnaté fotbalové hřiště, parky a další rekreační zařízení. Většina bank, obchodů a hotelů se nyní nachází podél rušné hlavní ulice (Tahir Un Avenue), která spojuje vlakové nádraží s centrem města. 
Byla postavena průmyslová zóna se specializací na opravy automobilů a výrobu malých dílů, spolu s řadou továren, jako jsou závody na výrobu olivového oleje, cihelny, tabákové (cigaretové) továrny.

## Historické stavby a artefakty
Hrobka státní nemocnice

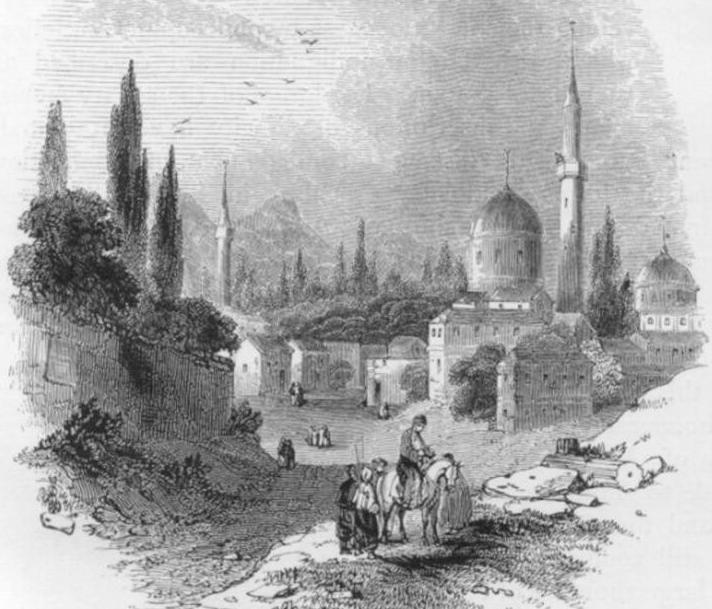
Akhisar v roce 1890

- Nachází se v centru města na kopci a pochází z řeckého období. Podle archeologů se na tomto kopci pravděpodobně nacházela akropole. Dnes se zde nachází řecký sarkofág a řecká tabulka.

Tepemezari
- V oblasti „Tepemezari“ v centru města se nachází ruiny starověkého komplexu budov a kolonád. Sloupoví se odhaduje na délku 100 m. Je možné že spojovalo vchod velkého starobylého komplexu budov s městskou akropolí. Tepemezarlığı byl podroben hloubkovému archeologickému výzkumu v letech 1969–1971.

Akhisarské mince
- Obecně se připouští že peníze vynalezli lýdijci v 7. století př. n. l. v západní Anatolii. Thyateira, která byla nejdůležitějším střediskem severní starověké Lydie, byla rozhodně jedním z prvních měst kde se používaly peníze. Ke konci roku 200 př. n. l. začala důležitá obchodní centra razit své vlastní mince.

Nejstarší mince z Thyateiry je vyrobena z bronzu a patří do doby vlády Attalovců. Mince zobrazuje na jedné straně postavy boha Apollóna a bohyně Artemis a na druhé oboustrannou sekeru.
Sahin Kaya
- Sahin Kaya také známá jako „Sokolí skála“ je vysoká skála v oblasti východního okresu. Je domovem starověkých a středověkých ruin. Tato velká masa horniny má velmi strategické umístění, dohlédne se zde na pláně Akhisaru, Pergamonu a velké části území Lýdie. Zřícenina hradu naznačuje že osada byla obranným strážným místem.

Lýdijské hrobky
- Starodávné hrobky Gölmarmara umístěné kolem Akhisaru, převážně se jedná o jednotné sarkofágy.

Podobné hroby se nachází poblíž obcí Beyoba, Mecidiye, Süleymanlı a Eroğlu. Je zde také řada lýdijských a frýžských hrobek vytesaných do skály.
Ulucami (Velká mešita)
- Je starověkou budovou přestavěnou v 15. století na mešitu. Rok výstavby není znám ale pravděpodobně se jedná o byzantský chrám či římský chrám. Je zde pravděpodobnost že právě mešita Ulucami je jeden z kostelů Sedmi církví Asie.

Mešita Aynali
- Roku 1958 byla tato mešita zrekonstruována. Některé starověké sloupy a jiné zbytky stavby naznačují, že v této oblasti stála velká budova starověké Thyatiry. V zahradě mešity stojí několik kamenných soch.

Knihovna Zeynelzade a mešita Hashoca
- Knihovna byla postavena roku 1798 zámožnou akhisarskou rodinou Zeynelzade. Nachází se ve čtvrti Hashoca, poblíž mešity Hashoca. Podle záznamů z roku 1805 se zde nacházelo 923 svazků. Ve 20. století byla v jiné části města postavena nová knihovna se stejným názvem.

Židovský hřbitov
- Nachází se vedle hřbitova Reşat Bey a jeho rozloha je 673 m² (7200 ft²). Můžeme zde vidět hebrejsky popsané náhrobky.

Historická idovská synagoga
- Nachází se za moderní budovou ředitelství tureckých telekomunikací. Dnes po starobylé synagoze zůstala jen brána.

Židovská škola Kayalıoğlu
- Jedná se o zemědělskou školu založenou rodinou Kayalıoğlu. Budova byla postavena na začátku 20. století. Budovu obklopují sady a různé jiné stromy, které se kdysi používaly v praktických studiích. Suterén budovy se využíval jako vinařství. Budova a pozemek školy zaujímá rozlohu 2 akrů (8,100 m²).